# V431 Большой Медведицы
V431 Большой Медведицы (лат. V431 Ursae Majoris) — двойная затменная переменная звезда типа W Большой Медведицы (EW) в созвездии Большой Медведицы на расстоянии приблизительно 2017 световых лет (около 619 парсеков) от Солнца. Видимая звёздная величина звезды — от +13,05m до +12,7m. Орбитальный период — около 0,4012 суток (9,6278 часов).